# Чихачёвский район
Чихачёвский район — административно-территориальная единица в составе Ленинградской области РСФСР, существовавшая в 1927—1932 годах.
Чихачёвский район в составе Псковского округа Ленинградской области был образован в 1927 году. В район вошли сельсоветы: Городищенский, Городовицкий, Дмитрогорский, Дубский, Марынский, Маютинский, Навережский, Никольский, Плесский, Пригонский, Соколовский, Сорокинский, Толокновский, Удовский, Цвенский, Чихачевский.
В 1930 году Городищенский с/с переименован в Анкиповский, Городовицкий — в Юфимовский, Дубский — в Отходский, Пригонский — в Сырковский, Толокновский — в Кустовский, Цвенский — в Полозовский.
В том же году в результате ликвидации окружного деления Чихачёвский район перешёл в прямое подчинение Ленинградской области.
В 1932 году Чихачёвский район был упразднён. При этом Марынский, Маютинский, Плесский, Полозовский, Соколовский, Удовский, Чихачевский с/с были переданы в Бежаницкий район, а остальные сельсоветы - в Дедовичский район.